# Жданкин (овраг)
Жданкин — овраг на границе Тамбовской и Воронежской областей России. Начинается соединением трёх оврагов меньшего размера, простирается на восток, оканчивается у южной окраины селения Александровка 1-я. Склоны оврага обрывистые.
По оврагу протекает река длиной 13 км, площадью водосборного бассейна 52,2 км², впадающая в реку Малая Алабушка.
Координаты нижней части оврага: 51°37′49″ с. ш. 42°08′21″ в. д..

## Данные водного реестра
В данных государственного водного реестра России река оврага Жданкин относится к Донскому бассейновому округу, водохозяйственный участок реки — Ворона, речной подбассейн реки — Хопёр. Речной бассейн реки — Дон (российская часть бассейна).
Код объекта в государственном водном реестре — 05010200212107000006908.